# Terepai Maoate
Terepai Maoate (Rarotonga, 1º settembre 1934 – 9 luglio 2012) è stato un politico cookese, primo ministro delle Isole Cook dal 18 novembre 1999 all'11 febbraio 2002.

## Biografia
Maoate studiò alla Ngatangiia Primary School, Fiji School of Medicine e all'Università di Auckland. Lavorò come medico, poi nel 1976 diventò Direttore dei servizi clinici per il Ministero della Salute.
Moate è morto il 9 luglio 2012.

## Carriera politica
Maoate venne eletto deputato alle elezioni generali del marzo 1983. Successivamente venne nominato ministro della Salute e dell'agricoltura nel governo democratico di Thomas Davis e tra il 1985 e il 1989 ricoprì il ruolo di Vice Primo ministro.
Nel 1998, Maoate diventò leader del partito democratico e leader dell'opposizione.
Dopo le elezioni del 1999, venne formata una coalizione e Moate diventò Primo ministro. L'11 febbraio 2002, fu costretto a dimettersi dopo aver perso un voto di fiducia presentato dall'allora suo Vice Primo ministro Robert Woonton.
Da gennaio 2003 a dicembre dello stesso anno e dal 2005 al 2009, Moate ricoprì nuovamente il ruolo di Vice Primo ministro. Nel settembre 2010 perse il ballottaggio e non venne rieletto al Parlamento. Successivamente decise di ricandidarsi come indipendente, ma senza successo.

## Onorificenze
Nel 2007, Moate venne nominato Cavaliere dell'Ordine dell'Impero Britannico.